# Nikki Ziering

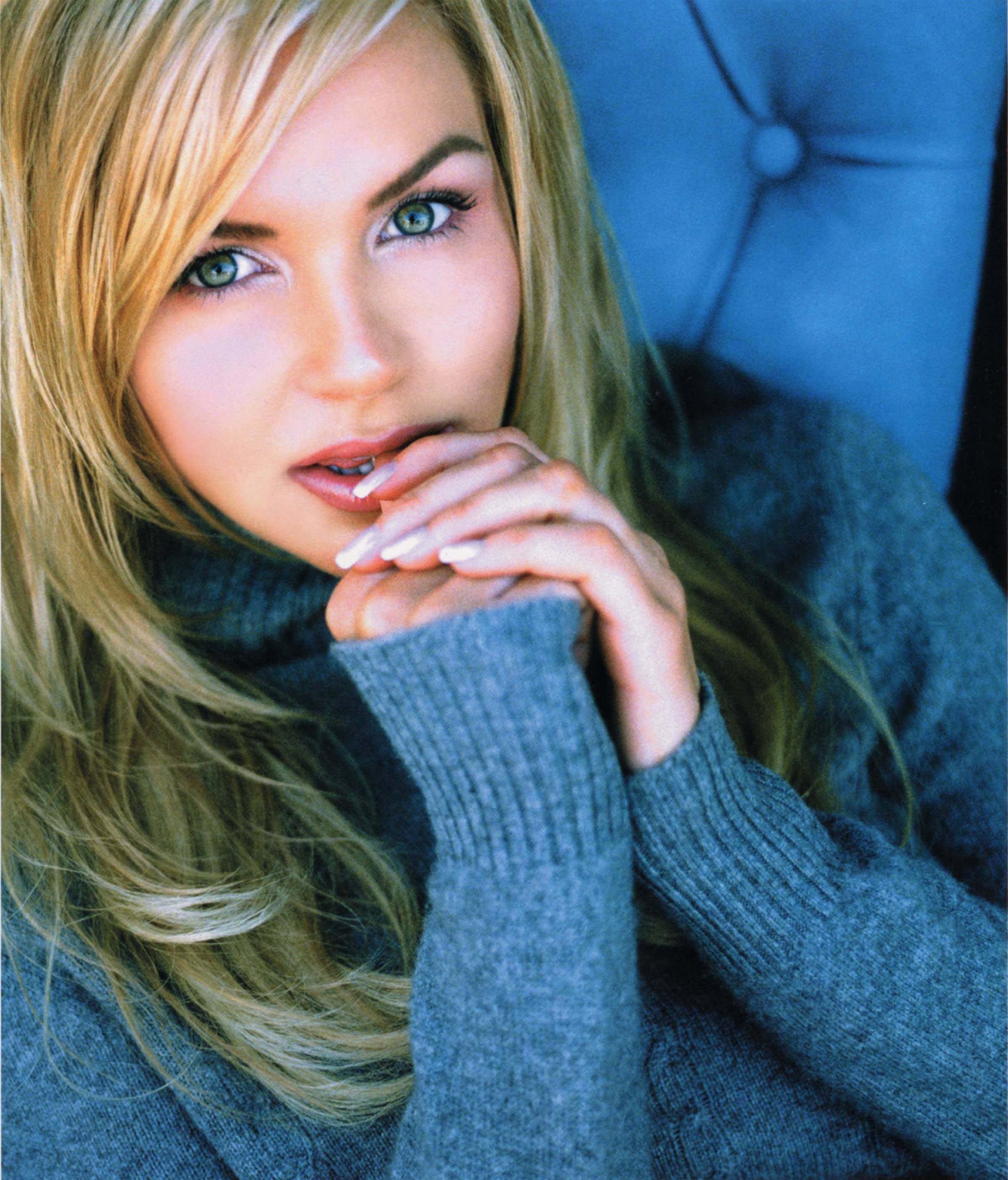
Nikki Ziering

Nikki Schieler Ziering (* 9. August 1971 in Norwalk, Kalifornien) ist ein US-amerikanisches Model und Schauspielerin. Sie wurde zum Playboy-Playmate im Monat September 1997 gewählt.

## Leben

### Karriere
Ziering trat von 1999 bis 2002 in der US-Game-Show The Price Is Right auf. Ferner nahm sie an den Reality-Shows Celebrity Boot Camp (FOX, 2002), I’m a Celebrity… Get Me out of Here! (ABC, 2003, US-Pendant zu Ich bin ein Star – Holt mich hier raus!) und Celebrity Love Island (ITV, 2005) teil.

### Persönliches
Am 4. Juli 1997 heiratete sie den Schauspieler Ian Ziering. Am 28. Februar 2002 wurde die Ehe wieder geschieden.
Mit Rick Reynolds hat sie eine Tochter, welche am 27. März 2009 zur Welt kam.

## Filmografie (Auswahl)
- 2002: Austin Powers in Goldständer (Austin Powers in Goldmember)
- 2002: Mann umständehalber abzugeben oder Scheidung ist süß (Serving Sara)
- 2003: American Pie – Jetzt wird geheiratet (American Wedding)
- 2004: Max Havoc – Curse of the Dragon
- 2005: Standing still – Blick zurück nach vorn (Standing Still)
- 2009: Hulk Hogan’s Celebrity Championship Wrestling (Reality-Show)
- 2009: American High School
- 2010: Sons of Tucson (Fernsehserie, Folge 1x11)
- 2011: The Encore of Tony Duran